# Eugène Olive
Eugène Olive est un ancien arbitre français de football des années 1930, qui fut affilié à Roubaix. Il fut arbitre assistant à deux reprises lors de la Coupe du monde 1938.

## Carrière
Il a officié dans une compétition majeure : 
- Coupe de France de football 1936-1937 (finale)